# 泰坦智華科技
泰坦智華科技有限公司，簡稱泰坦智華科技（英語：TitanInvo Technology Limited，港交所：0872），於1997年由主席李峰、首席執行官邢战武，以及錦恒汽車總經理杨栋林創立。
前身為「錦恒汽車安全技術控股有限公司」。
總部位於中国北京经济技术开发区景园北街2号BDA国际企业大道，以及香港中环干诺道中74-77号标华丰集团大厦605室。
業務在國內經營制造与销售各種機械產品、車輛鳥瞰視野實時影像，提供更為直觀的輔助駕駛資訊及可靠的盲區顯示協助工具)、車道偏離報警系統。
該股份在2004年12月9日於港交所創業板上市，當時的上市代號為8293，招股價為1.18港元，發行所有股份為95,957,000股，集資額為1.13億港元。其後在2008年12月11日轉為主板上市。2021年9月21日，公司名稱由啟迪國際有限公司（英語：TUS International Limited）更改為泰坦智華科技有限公司（英語：TitanInvo Technology Limited）。

## 連結
- jinhengholdings.com
- 啟迪國際（页面存档备份，存于）
- 啟迪國際2017年報